# Vestbøholmen
Vestbøholmen est une île norvégienne du comté de Hordaland appartenant administrativement à Austevoll.

## Description
Rocheuse et couverte d'une légère végétation, elle s'étend sur environ 71 m de longueur pour une largeur approximative de 43 m. Une  digue où sont amarrés des bateaux la relie au continent. 